# Gjøl Sogn
Gjøl Sogn er et sogn i Jammerbugt Provsti (Aalborg Stift).
Gjøl Sogn hørte til Hvetbo Herred i Hjørring Amt. Gjøl sognekommune blev ved kommunalreformen i 1970 indlemmet i Aabybro Kommune, som ved strukturreformen i 2007 indgik i Jammerbugt Kommune.
I Gjøl Sogn ligger Gjøl Kirke.
I sognet findes følgende autoriserede stednavne:
- Bjerget (bebyggelse, ejerlav)
- Eget (areal)
- Fruens Holm (areal)
- Gjøl (areal, bebyggelse, ejerlav)
- Gjøl Bjerg (areal)
- Gjøl Mark (bebyggelse)
- Grebjerg (bebyggelse)
- Haldager Vejle (vandareal)
- Hammergårde (bebyggelse)
- Isbakkeholm (areal)
- Kytterne (areal)
- Langesbjerg (areal, bebyggelse)
- Markgårdene (bebyggelse)
- Møllebakken (bebyggelse)
- Nørredige (bebyggelse)
- Nørrekær (bebyggelse)
- Skoven (bebyggelse)
- Skovgårde (bebyggelse)
- Sønderrøn (areal)
- Torpet (bebyggelse)
- Vejlen (vandareal)
- Vesterkær (bebyggelse)
- Østerkær (bebyggelse)